# 黑尔格·拉松
黑尔格·拉松（瑞典語：Helge Larsson，1916年10月25日—1971年11月19日），瑞典男子皮划艇运动员。他曾代表瑞典参加1936年夏季奥林匹克运动会皮划艇比赛，获得男子双人皮艇10000米铜牌。